# 井関正昭
井関 正昭（いせき まさあき、1928年1月25日 - 2017年10月6日）は、日本の美術史家。東京都庭園美術館名誉館長。西洋・日本近代美術史専攻。

## 生涯
横浜市生まれ。1950年東北大学法文学部美学美術史学科卒。1956年、白柳美彦らの同人誌『カタルシス』に参加。国際文化振興会、1984年ローマ日本文化会館館長、在イタリア日本大使館公使、1988−1994年北海道立近代美術館館長。1989年−1997年明星大学日本文化学部生活芸術学科主任教授。1997年東京都庭園美術館館長。2016年同美術館名誉館長。
2009年秋、旭日小綬章受勲。

## 著書
- 『画家フォンタネージ』 中央公論美術出版, 1984.9、普及版1994
- 『イタリアの近代美術 1880〜1980』 小沢書店, 1989.3
- 『日本の近代美術・入門 1800-1990』明星大学出版部, 1995.9。美術史教材
- 『未来派 イタリア・ロシア・日本』形文社, 2003.6
- 『私が愛したイタリアの美術』中央公論美術出版, 2006.1
- 『イタリア・わが回想』私家版, 2008.7
- 『点描・近代美術』生活の友社, 2011

編
- 『ローマ　エアリアガイド海外』昭文社, 1991.2。解説
- 『未来派　1909-1944』エンリコ・スポルティ解説、セゾン美術館編、東京新聞社、1992。構成・監修

### 翻訳
- 『現代の絵画 21　戦後ヨーロッパの絵画 戦後ヨーロッパの前衛絵画』エンリコ・クリスポルティ、平凡社, 1976
- 『モディリアーニ カラー版世界の巨匠』エンツォ・オルランディ編、評論社, 1980.6